# Макае
Макае (порт. Macaé) — муніципалітет в Бразилії, входить до складу штату Ріо-де-Жанейро. Є складовою частиною мезорегіону Північ штату Ріо-де-Жанейро. Входить до економічно-статистичного мікрорегіону Макае. Населення становить 169 513 чоловіки (станом на 2007 рік). Займає площу 1 215,904 км².
Місто засновано 29 липня 1813 року.
За 5 кілометрів від центру міста розташовано міжнародний аеропорт Макае.

## Галерея

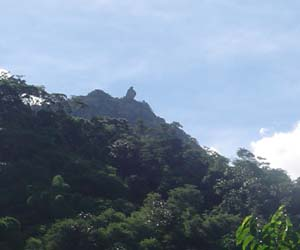
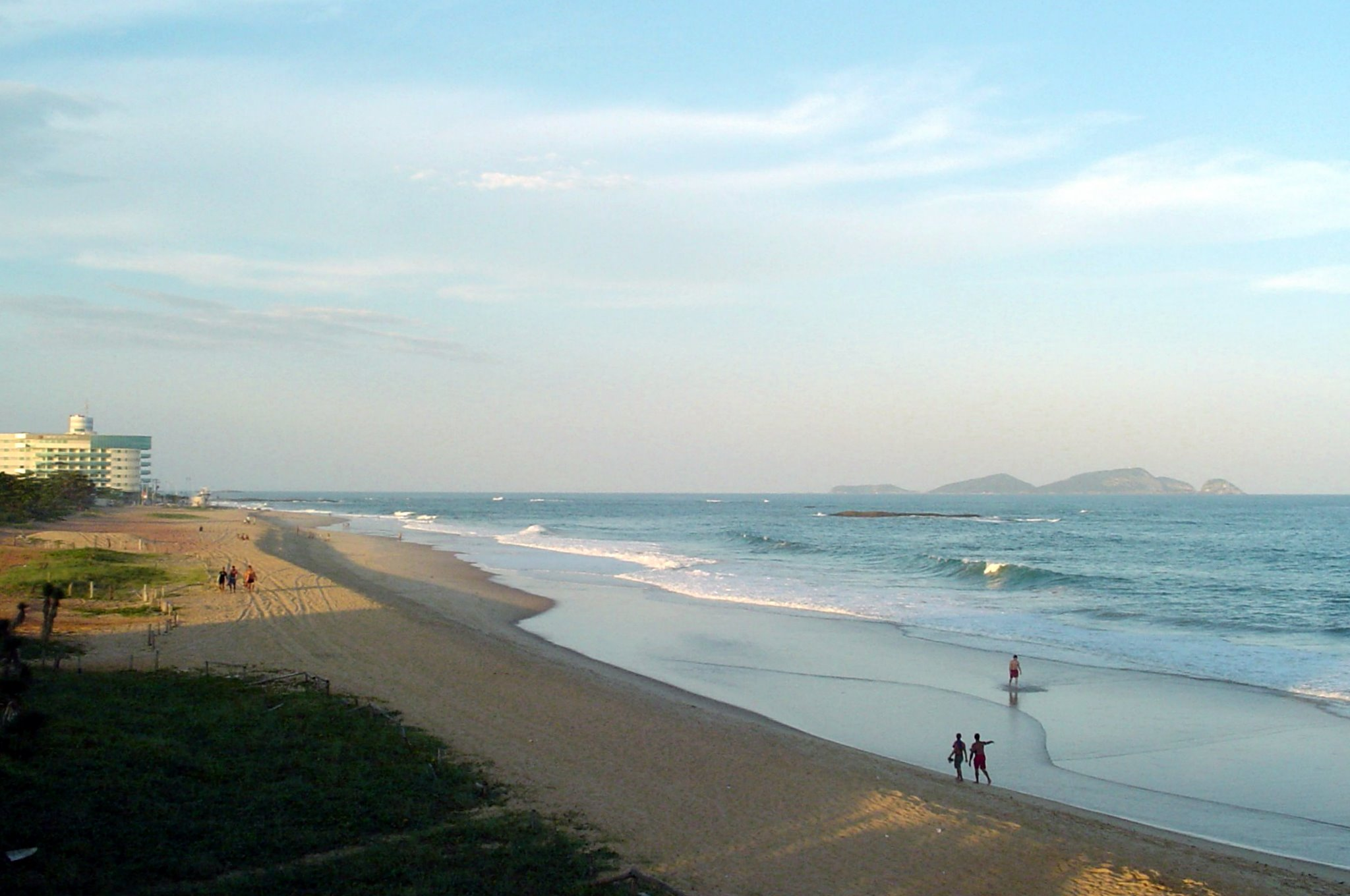
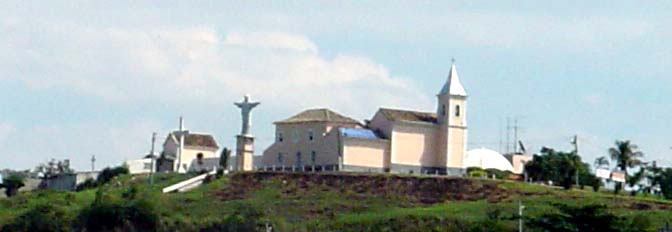
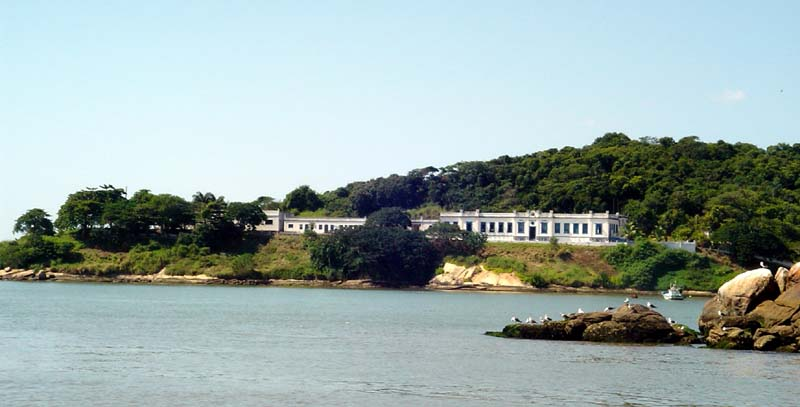

| Бразилія | Це незавершена стаття з географії Бразилії. Ви можете допомогти проєкту, виправивши або дописавши її. |

1. 1 2 3 4 5 6  OpenStreetMap — 2004.